# Scuola dell'infanzia di Poggibonsi
La scuola dell'infanzia di via Risorgimento è un edificio pubblico situato a Poggibonsi, nella provincia di Siena, in Toscana.

## Storia
Nel 1954 l'amministrazione di Poggibonsi delibera la costruzione di un asilo di contenute dimensioni (massimo 120 bambini), dando vita in tal modo a uno dei primi esempi nazionali di scuola pubblica e laica. Su segnalazione di un funzionario dei Lavori pubblici la scelta cade su Mario Ridolfi, il quale inizia immediatamente a lavorare al progetto riferendosi a modelli e tipologie internazionali e, in particolar modo, elvetici.
Il progetto viene consegnato all'amministrazione nel 1955 e i lavori avviati poco dopo. La scuola è conclusa nel 1960 e viene ufficialmente inaugurata nel giugno del 1964.

## Descrizione
L'edificio è situato in un lotto di forma irregolare delimitato a nord dall'asse diagonale di via Montegrappa, arteria di grande collegamento che separa l'edificio dalle rive del torrente Staggia, e ad ovest da via Parlamento: il tessuto edilizio è costituito a sud da una teoria di case popolari su tre piani con cortina muraria in laterizio e, negli altri isolati, da case in linea edificate tra gli anni sessanta e settanta mentre a ovest dell'area di pertinenza dell'edificio è situato un piccolo giardino pubblico attrezzato. L'asilo è situato all'interno di un'area a verde, recintata e accessibile unicamente da via Risorgimento, la cui porzione orientale è alberata e attrezzata con giochi all'aperto. La contenuta altezza e l'uso abbondante del laterizio (per la copertura come per la muratura), fanno sì che i volumi si mimetizzino nel verde oppure, nel caso del fronte settentrionale, si integrino perfettamente con la circostante edilizia.

### Esterno
L'edificio presenta una volumetria e un impianto estremamente articolati, dati dalla giustapposizione di una serie di otto piccoli padiglioni, raccordati dal motivo dei portici (sui fronti nord ovest e sud est) e articolati attorno al padiglione centrale del refettorio. Tali volumi si sviluppano su uno e due piani fuori terra e sono omologati nei materiali - muratura in pietrame e laterizio per le facciate, mattoni per i pilastri dei portici, coppo e tegole per i tetti a padiglione - come nel lessico (chiaramente ispirato all'architettura rurale ottocentesca) e differenziati nelle aperture: grandi finestrature per la hall, il refettorio e le aule, finestre più contenute e con basso davanzale per i servizi.

### Interno
Sul fronte nord ovest l'ingresso, situato all'estremità del percorso porticato, immette in una piccola hall e successivamente nel grande e luminoso vano quadrato del refettorio, circondato su due fronti da un deambulatorio: tale spazio, senz'altro il più interessante dell'edificio, è perimetrato da otto pilastri in mattoni e bozze di travertino, conclusi da semplici capitelli in travertino sui quali si imposta la carpenteria lignea delle capriate, la cui orditura diagonale è riproposta nel disegno del pavimento. Gli altri vani, distribuiti attorno al refettorio ed informati al medesimo lessico e semplicità, sono così articolati: due gruppi costituiti ciascuno da due aule, servizi e spogliatoi sul fronte sud ovest, un'ala a sviluppo longitudinale data da servizi, uffici, cucina e lavanderia sul fronte nord ovest.
Al piano superiore sono situate altre due aule, dalle quali si accede al tetto terrazza.
Gli spazi per i bambini sono caratterizzati da una notevole attenzione dei progettisti per le necessità e le dimensioni degli utenti: i davanzali sono all'altezza di 50 centimetri così come i servizi igienici sono interamente pensati per il mondo dell'infanzia.
L'edificio risulta ancora oggi, dopo più di quarant'anni dalla progettazione, estremamente innovativo nell'impianto e in alcune soluzioni formali, così come lo spazio interno si rivela estremamente accogliente, sia per il personale insegnante che per i piccoli utenti: l'adozione di tecniche costruttive di tipo tradizionale, per la muratura come per la copertura, e la buona realizzazione dell'opera hanno inoltre fatto sì che raramente si siano resi necessari interventi di manutenzione, fatto questo decisamente raro per l'edilizia scolastica.
Della realizzazione originale sono purtroppo andati perduti i pavimenti in parquet e l'illuminazione ad applique nelle aule.

## Fortuna critica
L'edificio suscita, sin dalle fasi del progetto, un serrato dibattito critico determinato principalmente dalla assoluta novità dell'impianto.
Dalle pagine di "Casabella" (1961) Tentori ne loda la ricerca di ambientamento, il recupero di una tradizione artigiana e l'esaltazione di valori figurativi contenuti nell'architettura umile e spontanea, non per questo estranei ad una qualche serena classicità; di avviso opposto Banham (1962) il quale causticamente sostiene che le intenzioni di Ridolfi in quest'opera sembrano le stesse di quei pochi architetti in Inghilterra che possono ancora trovare quel tipo di cliente che vuol farsi costruire nei sobborghi di Londra un palazzo feudale in stile pseudo-medievale. A tale negativo giudizio si unisce la voce di Gori (1963) che, a costruzione già ultimata, critica in particolare il vano centrale in quanto espressione di una scelta statica, di ambiente per ambiente, di corrispondenza tra disegno del soffitto e disegno del pavimento.
Del tutto diverso il giudizio di Koenig (1968), secondo il quale l'architetto romano ha avuto il coraggio di studiare un prototipo che ha rotto gli usuali schemi delle scuole, usando ad esempio un particolare tipo di capitello, facendo dell'architettura moderna". Più di recente Bellini (1993) ha analizzato la polemica dell'epoca - non del tutto gratuita e rivolta in particolare contro l'indirizzo intellettualistico di "Casabella" - sottolineando come Ridolfi ne fosse rimasto del tutto estraneo, interessandosi dei destinatari reali dell'architettura, ed è per questi utenti che vennero previsti i bassissimi sottofinestra, le capriate, i cantonali e il capitello dell'accogliente refettorio.